# Protonolyse
La protonolyse est le clivage d'une liaison chimique par un acide. Il en existe de nombreux exemples en chimie organométallique car cette réaction requiert des liaisons polaires Mδ+−Rδ−, où δ+ et δ− représentent des charges électriques partielles, respectivement positive et négative, sur les atomes liés. De telles liaisons traitées avec des acides sont clivés par les protons H+ libérés par ces acides :
M−R + HX ⟶ M−X + H−R.
L'hydrolyse est un cas particulier de protonolyse dans lequel X ci-dessus représente un hydroxyle OH, ce qui revient au clivage d'une liaison chimique par une molécule d'eau. Les composés susceptibles d'être hydrolysés sont également sujets aux protonolyses.

## Hydrures
L'anion borohydrure BH4− est susceptible de réagir avec des acides même faibles, conduisant à la protonolyse d'une ou plusieurs de ses liaisons B−H. La protonolyse du borohydrure de sodium NaBH4 avec l'acide acétique CH3COOH donne le triacétoxyborohydrure de sodium (en) Na[(CH3COO)3BH] :
NaBH4 + 3 CH3COOH ⟶ Na[(CH3COO)3BH] (en) + 3 H2.
On observe de même la protonolyse du triéthylborane (CH3CH2)3B par des acides carboxyliques R−COOH. Il se produit des réactions apparentées pour les hydrures d'autres éléments électropositifs tels que le tétrahydruroaluminate de lithium LiAlH4.

## Alkyles
Les alkylates de nombreux métaux sont sujets aux protonolyses. Ceux de métaux très électropositifs tels que le zinc, l'aluminium et le lithium, l'eau est suffisamment acide pour hydrolyser ces composés. La protonolyse avec des acides minéraux est parfois employée pour éliminer des ligands organiques d'un complexe métallique.

## Nitrures, phosphures, siliciures et espèces apparentées
Les substances minérales contenant des anions très fortement chargés sont susceptibles d'être protonolysés. Les dérivés des anions nitrure N3−, phosphure P3− et siliciure Si4− s'hydrolysent en donnant respectivement de l'ammoniac NH3, de la phosphine PH3 et du silane SiH4. Il se produit des réactions semblables avec les molécules contenant des liaisons M−NR2, M−PR2 et M−SiR3.